# Drum național 73B
Der Drum național 73B (rumänisch für „Nationalstraße 73B“, kurz DN73B) ist eine rund 5 km lange Hauptstraße in Rumänien, die im Südwesten der Stadt Brașov (Kronstadt) den Drum național 73 (Europastraße 574) in Cristian (Neustadt) mit dem Drum național 1 (Europastraße 68) in Ghimbav (Weidenbach) verbindet.